# Мадиев, Ускенбай Кабулбекович
Ускенбай Кабулбекович Мадиев (род. 17 июня 1945, Арыс, Южно-Казахстанская область) — казахстанский учёный, академик Национальной академии наук РК (2004).

## Биография
Дата и место рождения: 17.06.1945, Южно-Казахстанская область; Арысский район, совхоз «Задарьинский» Задарьинского сельсовета.
Окончил Джамбулский технологический институт легкой и пищевой промышленности по специальности «инженер-технолог».
С 20 декабря 1966 по 20 декабря 1967 года проходил службу в рядах Советской армии. После увольнения в запас с 2 января по 25 декабря 1968 года ассистент кафедры «Технология кожи и меха» Джамбулского технологического института легкой и пищевой промышленности, с 30 декабря 1968 по 8 сентября 1971 года учился в аспирантуре Московского технологического института легкой промышленности.
После окончания аспирантуры с 16 сентября 1971 по 26 июня 1978 года старший преподаватель кафедры «Технология кожи и меха», доцент, декан вечернего факультета, старший научный сотрудником ДТИЛПП, с 22 июня 1978 по 22 сентября 1986 года проректор по научной работе, затем до 12 декабря 1991 года — проректор по учебной работе ДТИЛПП.
С 12 декабря 1991 по 31 марта 1998 года ректор Джамбулского технологического института легкой и пищевой промышленности, затем с 31 марта по 24 апреля 1998 года первый проректор Таразского государственного университета им. М. Х. Дулати.
С 27 мая 1998 по 7 сентября 1998 года советник президента, с 7 сентября 1998 по 15 апреля 2002 года вице-президент Международного казахско-турецкого университета им. Х. А. Яссави, г. Туркестан.
С 15 апреля 2002 по 28 мая 2003 года заведующий кафедрой «Технология кожи и меха» Таразского государственного университета им. М. Х. Дулати, с 28 мая 2003 года по 21 июля 2007 года — ректор Жамбылского института Алматинской академии экономики и статистики.
С 21 июля 2007 года по настоящее время является директором Представительства Алматинской академии экономики и статистики в г. Тараз

## Научные степени и звания
- Доктор технических наук, тема диссертации: «Исследования дубящего действия соединений алюминия в сочетании с неорганическими и органическими дубящими веществами и применение их в производстве кожи» (1982);
- Профессор (1983);
- Академик Национальной академии наук РК (2004);
- Академик Национальной инженерной академии РК (1996);
- Академик Казахской академии сельскохозяйственных наук (1997).

## Политическая деятельность
- 1991—1998 Председатель Жамбылской областной организации Партии народного единства Казахстана (ПНЕК)
- 1991—1998 Председатель Жамбылской областной избирательной комиссии
- Член партии «Нур Отан».

## Награды, премии, почетные звания
- Медали: «За освоение целинных и залежных земель», «Қазақстанның тәуелсіздігіне 10 жыл», «Түркістан қаласына 1500 жыл», «Қазақстан парламентіне 10 жыл»
- Почетные знаки: «Заслуженный рационализатор Казахской ССР», «За заслуги в развитии науки в РК»
- Орден «Парасат» (2015)
- Является почетным гражданином Арысского района Южно-Казахстанской области.

## Семья
- Жена: Турарова Айткул Сейтжапаровна, кандидат технических наук, доцент
- Дети: сын - Улан (1968 г.р.); сын — Сырым (1969 г.р.); сын — Алмас (1972 г.р.)